# 5ª edizione dei Satellite Awards
La 5ª edizione dei Satellite Award si è tenuta il 14 gennaio 2001.

## Cinema

### Miglior film drammatico
- Traffic, regia di Steven Soderbergh
- Billy Elliot, regia di Stephen Daldry
- Dancer in the Dark, regia di Lars von Trier
- Erin Brockovich - Forte come la verità (Erin Brockovich), regia di Steven Soderbergh
- Quills - La penna dello scandalo (Quills), regia di Philip Kaufman

### Miglior film commedia o musicale
- Betty Love (Nurse Betty), regia di Neil LaBute
- Campioni di razza (Best in Show), regia di Christopher Guest
- Fratello, dove sei? (O Brother, Where Art Thou?), regia di Joel ed Ethan Coen
- Hollywood, Vermont. (State and Main), regia di David Mamet
- Quasi famosi (Almost Famous), regia di Cameron Crowe
- Wonder Boys, regia di Curtis Hanson

### Miglior film straniero
- La tigre e il dragone (Wo hu cang long), regia di Ang Lee • Taiwan
- Il diario di sua moglie (Dnevnik ego zheny), regia di Aleksej Efimovič Učitel' • Russia
- La doccia (Xizao), regia di Zhang Yang • Cina
- Goya (Goya en Burdeos), regia di Carlos Saura • Spagna
- Malèna, regia di Giuseppe Tornatore • Italia
- Malli, regia di Santosh Sivan • India

### Miglior film d'animazione o a tecnica mista
- Galline in fuga (Chicken Run), regia di Peter Lord e Nick Park
- Dinosauri (Dinosaur), regia di Ralph Zondag e Eric Leighton
- Le follie dell'imperatore (The Emperor's New Groove), regia di Mark Dindal
- Rugrats in Paris (Rugrats in Paris: The Movie), regia di Stig Bergqvist e Paul Demeyer
- Titan A.E., regia di Don Bluth e Gary Goldman

### Miglior film documentario
- Reckless Indifference, regia di William Gazecki
- Captured on Film: The True Story of Marion Davies, regia di Hugh Munro Neely
- Dark Days, regia di Marc Singer
- The Eyes of Tammy Faye, regia di Fenton Bailey e Randy Barbato
- La fuga degli angeli - Storie del Kindertransport (Into the Arms of Strangers: Stories of the Kindertransport), regia di Mark Jonathan Harris
- Un giorno a settembre (One Day in September), regia di Kevin Macdonald

### Miglior regista
- Steven Soderbergh – Traffic
- Cameron Crowe – Quasi famosi (Almost Famous)
- Philip Kaufman – Quills - La penna dello scandalo (Quills)
- Ang Lee – La tigre e il dragone (Wo hu cang long)
- Ridley Scott – Il gladiatore (Gladiator)
- Steven Soderbergh – Erin Brockovich - Forte come la verità (Erin Brockovich)

### Miglior attore in un film drammatico
- Geoffrey Rush – Quills - La penna dello scandalo (Quills)
- Jamie Bell – Billy Elliot
- Sean Connery – Scoprendo Forrester (Finding Forrester)
- Russell Crowe – Il gladiatore (Gladiator)
- Ed Harris – Pollock
- Denzel Washington – Il sapore della vittoria (Remember the Titans)

### Miglior attrice in un film drammatico
- Ellen Burstyn – Requiem for a Dream
- Björk – Dancer in the Dark
- Joan Allen – The Contender
- Gillian Anderson – La casa della gioia (The House of Mirth)
- Julia Roberts – Erin Brockovich - Forte come la verità (Erin Brockovich)
- Laura Linney – Conta su di me (You Can Count on Me)

### Miglior attore in un film commedia o musicale
- Michael Douglas – Wonder Boys
- George Clooney – Fratello, dove sei? (O Brother, Where Art Thou?)
- Christopher Guest – Campioni di razza (Best in Show)
- Richard Gere – Il dottor T & le donne (Dr T and the Women)
- Eddie Murphy – La famiglia del professore matto (Nutty Professor II: The Klumps)
- Edward Norton – Tentazioni d'amore (Keeping the Faith)

### Miglior attrice in un film commedia o musicale
- Renée Zellweger – Betty Love (Nurse Betty)
- Brenda Blethyn – L'erba di Grace (Saving Grace)
- Sandra Bullock – Miss Detective (Miss Congeniality)
- Glenn Close – La carica dei 102 – Un nuovo colpo di coda (102 Dalmatians)
- Cameron Diaz – Charlie's Angels
- Jenna Elfman – Tentazioni d'amore (Keeping the Faith)

### Miglior attore non protagonista in un film drammatico
- Bruce Greenwood – Thirteen Days
- Jeff Bridges – The Contender
- Robert De Niro – Men of Honor – L'onore degli uomini (Men of Honor)
- Benicio del Toro – Traffic
- Albert Finney – Erin Brockovich - Forte come la verità (Erin Brockovich)
- Joaquin Phoenix – Il gladiatore (Gladiator)

### Miglior attrice non protagonista in un film drammatico
- Jennifer Ehle – Sunshine ex aequo
- Rosemary Harris – Sunshine ex aequo
- Judi Dench – Chocolat
- Catherine Deneuve – Dancer in the Dark
- Samantha Morton – Jesus' Son
- Julie Walters – Billy Elliot
- Kate Winslet – Quills - La penna dello scandalo (Quills)

### Miglior attore non protagonista in un film commedia o musicale
- Willem Dafoe – L'ombra del vampiro (Shadow of the Vampire)
- Morgan Freeman – Betty Love (Nurse Betty)
- Philip Seymour Hoffman – Quasi famosi (Almost Famous)
- Tim Blake Nelson – Fratello, dove sei? (O Brother, Where Art Thou?)
- Brad Pitt – Snatch - Lo strappo (Snatch.)
- Owen Wilson – Pallottole cinesi (Shanghai Noon)

### Miglior attrice non protagonista in un film commedia o musicale
- Kate Hudson – Quasi famosi (Almost Famous)
- Holly Hunter – Fratello, dove sei? (O Brother, Where Art Thou?)
- Frances McDormand – Quasi famosi (Almost Famous)
- Catherine O'Hara – Campioni di razza (Best in Show)
- Rebecca Pidgeon – Hollywood, Vermont. (State and Main)
- Marisa Tomei – What Women Want - Quello che le donne vogliono (What Women Want)

### Miglior sceneggiatura originale
- Kenneth Lonergan – Conta su di me (You Can Count on Me)
- Cameron Crowe – Quasi famosi (Almost Famous)
- Lee Hall – Billy Elliot
- Susannah Grant – Erin Brockovich - Forte come la verità (Erin Brockovich)
- David Mamet – Hollywood, Vermont. (State and Main)

### Miglior sceneggiatura non originale
- Doug Wright – Quills - La penna dello scandalo (Quills)
- Joel ed Ethan Coen – Fratello, dove sei? (O Brother, Where Art Thou?)
- Terence Davies – La casa della gioia (The House of Mirth)
- Stephen Gaghan – Traffic
- David Self – Thirteen Days

### Miglior montaggio
- Conrad Buff – Thirteen Days
- Stephen Mirrione – Traffic
- Pietro Scalia – Il gladiatore (Gladiator)
- Tim Squyres – La tigre e il dragone (Wo hu cang long)
- Christian Wagner e Steven Kemper – Mission: Impossible 2

### Miglior fotografia
- John Mathieson – Il gladiatore (Gladiator)
- Michael Ballhaus – La leggenda di Bagger Vance (The Legend of Bagger Vance)
- Jeffrey L. Kimball – Mission: Impossible 2
- Peter Pau – La tigre e il dragone (Wo hu cang long)
- Steven Soderbergh – Traffic

### Miglior scenografia
- Don Taylor – La casa della gioia (The House of Mirth)
- Michael Corenblith – Il Grinch (How the Grinch Stole Christmas)
- Keith P. Cunningham – Traffic
- Keith Pain – Il gladiatore (Gladiator)
- Tim Yip – La tigre e il dragone (Wo hu cang long)

### Migliori costumi
- Rita Ryack – Il Grinch (How the Grinch Stole Christmas)
- Monica Howe – La casa della gioia (The House of Mirth)
- Deborah Lynn Scott – Il patriota (The Patriot)
- Janty Yates – Il gladiatore (Gladiator)
- Tim Yip – La tigre e il dragone (Wo hu cang long)

### Miglior colonna sonora
- Hans Zimmer – Il gladiatore (Gladiator)
- Danny Elfman – Rapimento e riscatto (Proof in Life)
- Cliff Martinez – Traffic
- Ennio Morricone – Malèna
- Rachel Portman – La leggenda di Bagger Vance (The Legend of Bagger Vance)

### Miglior canzone originale
- I've Seen It All (Björk), musica e testo di Björk, Sjón Sigurdsson e Lars von Trier – Dancer in the Dark
- A Fool In Love (Randy Newman), musica e testo di Randy Newman – Ti presento i miei (Meet the Parents)
- My Funny Friend and Me (Sting), musica e testo di Sting e Dave Hartley – Le follie dell'imperatore (The Emperor's New Groove)
- Things Have Changed (Bob Dylan), musica e testo di Bob Dylan – Wonder Boys
- Yours Forever (John Mellencamp), musica e testo di James Horner, John Mellencamp e George Green – La tempesta perfetta (The Perfect Storm)

### Miglior suono
- Frank E. Eulner – Dinosauri (Dinosaur)
- Eugene Gearty – La tigre e il dragone (Wo hu cang long)
- Graham Headicar, James Mather – Galline in fuga (Chicken Run)
- Mark P. Stoeckinger – Mission: Impossible 2
- Keith A. Wester – La tempesta perfetta (The Perfect Storm)

### Migliori effetti visivi
- John Nelson – Il gladiatore (Gladiator)
- Kent Houston – Vertical Limit
- Kevin Scott Mack – Il Grinch (How the Grinch Stole Christmas)
- Pat McClung – Charlie's Angels
- Richard Yuricich – Mission: Impossible 2

## Televisione

### Miglior serie drammatica
- West Wing - Tutti gli uomini del Presidente (The West Wing)
- Ancora una volta (Once and Again)
- Il fuggitivo (The Fugitive)
- The Practice - Professione avvocati (The Practice)
- I Soprano (The Sopranos)

### Miglior serie commedia o musicale
- Sex and the City
- Frasier
- Friends
- Just Shoot Me!
- I Simpson (The Simpsons)

### Miglior miniserie
- American Tragedy, regia di Lawrence Schiller
- The Beach Boys (The Beach Boys: An American Family), regia di Jeff Bleckner
- The Corner, regia di Charles S. Dutton
- Giasone e gli Argonauti (Jason and the Argonauts), regia di Nick Willing
- Sally Hemings: An American Scandal, regia di Charles Haid

### Miglior film per la televisione
- Harlan County War, regia di Tony Bill
- Dirty Pictures, regia di Frank Pierson
- Arturo Sandoval Story (For Love or Country: The Arturo Sandoval Story), regia di Joseph Sargent
- Il processo di Norimberga (Nuremberg), regia di Yves Simoneau
- Truffa al liceo (Cheaters), regia di John Stockwell

### Miglior attore in una serie drammatica
- Tim Daly – Il fuggitivo (The Fugitive)
- James Gandolfini – I Soprano (The Sopranos)
- Dennis Haysbert – L'incredibile Michael (Now and Again)
- Nicky Katt – Boston Public
- Martin Sheen – West Wing - Tutti gli uomini del Presidente (The West Wing)

### Miglior attrice in una serie drammatica
- Allison Janney – West Wing - Tutti gli uomini del Presidente (The West Wing)
- Gillian Anderson – X-Files (The X-Files)
- Tyne Daly – Giudice Amy (Judging Amy)
- Edie Falco – I Soprano (The Sopranos)
- Sela Ward – Ancora una volta (Once and Again)

### Miglior attore in una serie commedia o musicale
- Frankie Muniz – Malcolm (Malcolm in the Middle)
- Robert Guillaume – Sports Night
- Sean Hayes – Will & Grace
- Stacy Keach – Titus
- John Mahoney – Frasier

### Miglior attrice in una serie commedia o musicale
- Lisa Kudrow – Friends
- Jenna Elfman – Dharma & Greg
- Jane Krakowski – Ally McBeal
- Wendie Malick – Just Shoot Me!
- Laura San Giacomo – Just Shoot Me!

### Miglior attore in una miniserie o film per la televisione
- James Woods – Dirty Pictures
- Andy García – Arturo Sandoval Story (For Love or Country: The Arturo Sandoval Story)
- Louis Gossett Jr. – Per amore di Jacey (The Color of Love: Jacey's Story)
- Bob Hoskins – Noriega, prediletto da Dio o mostro (Noriega: God's Favorite)
- Matthew Modine – Un cuore semplice (Flowers for Algernon)

### Miglior attrice in una miniserie o film per la televisione
- Jill Hennessy – Il processo di Norimberga (Nuremberg)
- Jennifer Beals – A House Divided
- Holly Hunter – Harlan Country War
- Gena Rowlands – Per amore di Jacey (The Color of Love: Jacey's Story)
- Vanessa Redgrave – Women (If These Walls Could Talk 2)

## Altri premi

### Miglior cast in un film
- Traffic – Steven Bauer, Benjamin Bratt, James Brolin, Don Cheadle, Erika Christensen, Clifton Collins Jr., Benicio del Toro, Michael Douglas, Miguel Ferrer, Albert Finney, Topher Grace, Luis Guzmán, Amy Irving, Tomas Milian, D. W. Moffett, Dennis Quaid, Peter Riegert, Jacob Vargas, Catherine Zeta-Jones

### Miglior cast in una serie televisiva
- West Wing - Tutti gli uomini del Presidente (The West Wing) – Dulé Hill, Allison Janney, Moira Kelly, Rob Lowe, Janel Moloney, Richard Schiff, Martin Sheen, John Spencer, Bradley Whitford

### Miglior talento emergente
- Rob Brown – Scoprendo Forrester (Finding Forrester)

### Mary Pickford Award
- Francis Ford Coppola